# Brian Sullivan (Manager)
Brian Sullivan (* 7. Januar 1962 in Philadelphia, Pennsylvania) ist ein US-amerikanischer Manager. Er ist Präsident und Chief Operating Officer (COO) der Fox Networks Group. Vom 1. April 2010 bis 24. Juni 2015 war Sullivan Vorstandsvorsitzender der Sky Deutschland AG.

## Leben
Sullivan stammt aus Philadelphia, verfügt jedoch über eine US-amerikanische und eine britische Staatsangehörigkeit. Studiert hat er hauptsächlich an der Villanova University. Er war Stipendiat des Institute of Direct Marketing.
Sullivan ist ein Kenner der Pay-TV-Branche und verfügt über eine mehr als 20-jährige Berufserfahrung in den USA und Europa. Im Februar 1996 kam er zu British Sky Broadcasting und hatte seitdem unterschiedlichste Positionen, z. B. in den Bereichen Channel Marketing, Digital Transition, Customer-Relationship-Management und Kundenbindung sowie Produktstrategie und -Management. Ab Dezember 2006 war er in der Geschäftsführung der BSkyB Customer Group. Vor seiner Zeit bei BSkyB arbeitete er überwiegend in der US-amerikanischen Pay-TV-Branche, etwa bei Viacoms Showtime Networks.
Am 24. Juni 2015 trat Sullivan von seinem Posten als Vorstandsvorsitzender der Sky Deutschland AG zurück, um in seine US-amerikanische Heimat zurückzukehren.
Im Anschluss übernahm Sullivan die Funktion als Präsident der Digital Group in der Fox Networks Mediengruppe. Im Dezember 2017 wurde Sullivan zum Präsidenten und Chief Operating Officer (COO) der gesamten Fox Networks Group ernannt.

## Auszeichnungen
- 2013: CEO des Jahres im deutschen Mittelstand (gewählt von WirtschaftsWoche)[7]
- 2013: Medienmann des Jahres 2013 (gewählt von Horizont)[1]
- 2014: Deutscher Mediapreis – Mediapersönlichkeit des Jahres